# Ion Panait
Ion Iulian Panait (n. 5 mai 1981, Mizil, România) este un luptător român amator de greco-romane la categoria semimijlocie. A câștigat două medalii de argint la Campionatele Europene de Lupte din 2008 din Tampere, Finlanda, și la Campionatele Europene de Lupte din 2010 din Baku, Azerbaidjan. Este membru al clubului Dinamo București și este antrenat și instruit de către Petrică Cărare.
Panait a reprezentat România la Jocurile Olimpice de Vară din 2008, Beijing, unde a concurat la categoria 66 kg. A fost eliminat în cel de-al doilea tur preliminar, și la Jocurile Olimpice de Vară din 2016, Rio de Janeiro, unde a concurat tot la categoria 66 kg și a fost eliminat în calificări.